# Parva Domus
Cộng hòa Parva Domus Magna Quies hoặc Parva Domus là một vi quốc gia tự xưng bao quanh bởi thành phố Montevideo, Uruguay. Nó đã hoạt động từ năm 1878 như một hiệp hội dân sự, văn hóa và giải trí.

## Mô tả

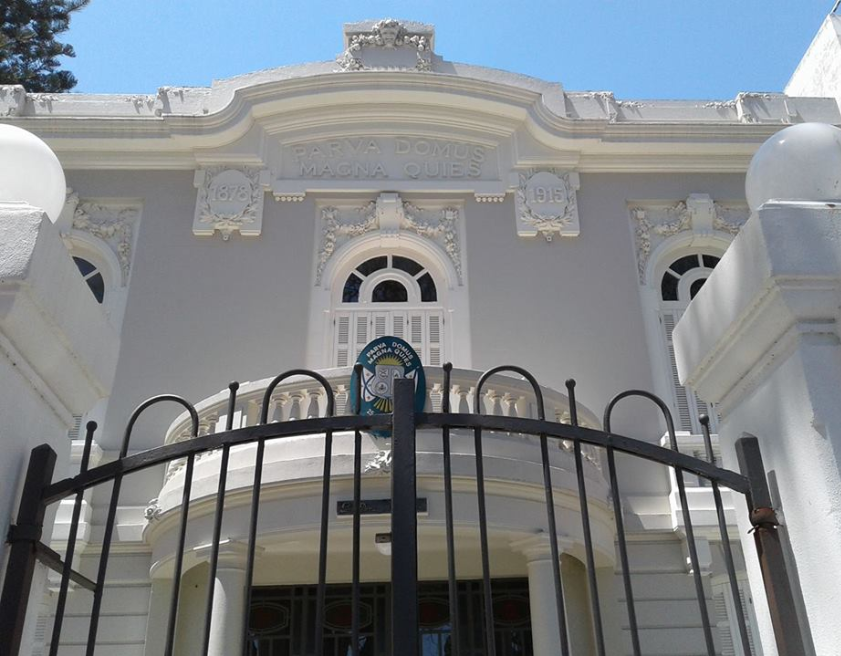
Lối vào của vi quốc gia

Tự xưng là một "Cộng hòa" độc lập, Parva Domus là một vi quốc gia với mục đích giao lưu xã hội và giải trí. Như thường lệ trong loại hình tổ chức này, công dân của nó sử dụng tất cả các loại danh xưng và danh hiệu mang tính khoa trương. Quốc gia này bao gồm một chính phủ do Tổng thống và Nội các Bộ trưởng lãnh đạo, bao gồm cả Bộ trưởng Ngoại giao.
Lãnh thổ của quốc gia bao gồm một "Phủ Tổng thống", một nơi ở được thiết kế theo phong cách tân cổ điển của thế kỷ 19, được bao quanh bởi các khu vườn và tượng. Công trình này nằm trong một khu phố quan trọng của Montevideo, Uruguay.
Hiến pháp của Parva Domus thừa nhận tối đa 250 công dân đồng thời. Trong 130 năm, nước cộng hòa này đã có hơn 843.297 công dân.

## Công dân nổi bật
Trong số hàng trăm công dân, một số nổi bật: Juan Zorrilla de San Martín, Isidoro de María, Eduardo Rodríguez Larreta và Eduardo Fabini.

## Sự kiện quan trọng

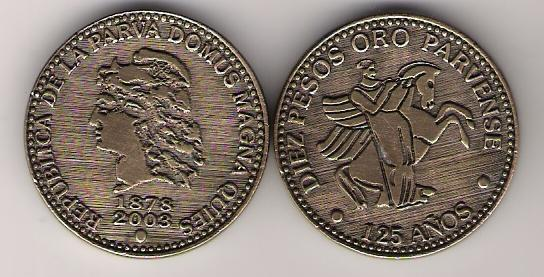
Đồng xu kỷ niệm 125 năm độc lập

Năm 2003, Dịch vụ Bưu chính Uruguay đã phát hành một con tem bưu chính để kỷ niệm 125 năm Cộng hòa Parva Domus. Năm 2007, vi quốc gia này tổ chức một cuộc họp giữa các nhà ngoại giao Uruguay và Argentina giữa cuộc tranh chấp nhà máy bột giấy.
Mỗi năm trong Ngày Di sản Uruguay, các vi quốc gia mở cửa và cung cấp hướng dẫn thăm Bảo tàng Quốc gia, khu vườn, và nhà hát của quốc gia mình.